# Le Mans 24-timmars
Le Mans 24-timmars (24 heures du Mans) är ett sportvagnsrace som körs på Circuit de la Sarthe utanför Le Mans i Frankrike. Le Mans 24-timmars har körts årligen sedan starten 1923, med undantag för åren runt andra världskriget. Le Mans 24-timmars är det största enskilda racet i världen bredvid Indy 500.

## Historia

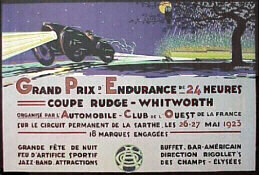
Affisch från första loppet 1923.

Tävlingen består i att tre (från början två) förare turas om att under 24 timmar köra en sportvagn så många varv som möjligt runt banan. Starten, som alltid går klockan 16:00 – med undantag 2010 och 2018 där start skedde 15:00 – skedde fram till och med 1969 genom att förarna sprang tvärs över banan till sina bilar, som stod parkerade snett längs banan med bakdelen mot bankanten. Det året inträffade en dödsolycka, när en förare som åkte iväg utan att ha spänt fast säkerhetsbältet kraschade på första varvet och omkom. Året därpå slopades löpningen och sedan 1971 startas loppet rullande. Rekordet i antalet segrar innehas av dansken Tom Kristensen med nio segrar.

## Vinnare
| År             | Förare                                                | Team                                | Bil                         | Antal varv     | Sträcka        | Medelhastighet |
| -------------- | ----------------------------------------------------- | ----------------------------------- | --------------------------- | -------------- | -------------- | -------------- |
| 1923           | André Lagache René Léonard                            | -                                   | Chenard & Walcker           | 128            | 2 209,536 km   | 92,064 km/h    |
| 1924           | John Duff Frank Clement                               | Duff & Aldington                    | Bentley 3 Litre             | 120            | 2 077,341 km   | 86,555 km/h    |
| 1925           | Gérard de Courcelles André Rossignol                  | -                                   | Lorraine-Dietrich B3-6      | 129            | 2 233,982 km   | 93,082 km/h    |
| 1926           | Robert Bloch André Rossignol                          | -                                   | Lorraine-Dietrich B3-6      | 147            | 2 552,414 km   | 106,350 km/h   |
| 1927           | Dudley Benjafield Sammy Davis                         | Bentley Motors Ltd.                 | Bentley 3 Litre             | 137            | 2 369,807 km   | 98,740 km/h    |
| 1928           | Woolf Barnato Bernard Rubin                           | Bentley Motors Ltd.                 | Bentley 4½ Litre            | 154            | 2 669,272 km   | 111,219 km/h   |
| 1929           | Woolf Barnato Tim Birkin                              | Bentley Motors Ltd.                 | Bentley 6½ Litre            | 174            | 2 843,83 km    | 118,492 km/h   |
| 1930           | Woolf Barnato Glen Kidston                            | Bentley Motors Ltd.                 | Bentley 6½ Litre            | 179            | 2 930,663 km   | 122,111 km/h   |
| 1931           | Francis Curzon (Earl Howe) Tim Birkin                 | Earl Howe                           | Alfa Romeo 8C               | 184            | 3 017,654 km   | 125,735 km/h   |
| 1932           | Raymond Sommer Luigi Chinetti                         | Raymond Sommer                      | Alfa Romeo 8C               | 218            | 2 954,038 km   | 123,084 km/h   |
| 1933           | Raymond Sommer Tazio Nuvolari                         | SA Alfa Romeo                       | Alfa Romeo 8C               | 233            | 3 144,038 km   | 131,001 km/h   |
| 1934           | Luigi Chinetti Philippe Étancelin                     | Luigi Chinetti / Philippe Étancelin | Alfa Romeo 8C               | 213            | 2 886,938 km   | 120,289 km/h   |
| 1935           | Johnny Hindmarsh Luis Fontés                          | Arthur W, Fox / Charles Nichol      | Lagonda M45 Rapide          | 222            | 3 006,797 km   | 125,283 km/h   |
| 1936           | Ingen tävling                                         | Ingen tävling                       | Ingen tävling               | Ingen tävling  | Ingen tävling  | Ingen tävling  |
| 1937           | Jean-Pierre Wimille Robert Benoist                    | Roger Labric                        | Bugatti Type 57G            | 243            | 3 287,938 km   | 136,997 km/h   |
| 1938           | Eugène Chaboud Jean Trémoulet                         | Eugène Chaboud / Jean Trémoulet     | Delahaye 135                | 235            | 3 180,94 km    | 132,569 km/h   |
| 1939           | Jean-Pierre Wimille Pierre Veyron                     | Jean-Pierre Wimille                 | Bugatti Type 57G            | 248            | 3 354,76 km    | 139,781 km/h   |
| 1940 till 1948 | Inga tävlingar                                        | Inga tävlingar                      | Inga tävlingar              | Inga tävlingar | Inga tävlingar | Inga tävlingar |
| 1949           | Luigi Chinetti Peter Mitchell-Thomson (Lord Selsdon)  | Lord Selsdon                        | Ferrari 166 MM              | 235            | 3 178,299 km   | 132,420 km/h   |
| 1950           | Louis Rosier Jean-Louis Rosier                        | Louis Rosier                        | Talbot-Lago T26C-GS         | 256            | 3 465,12 km    | 144,380 km/h   |
| 1951           | Peter Walker Peter Whitehead                          | Peter Walker                        | Jaguar XK120C               | 267            | 3 611,193 km   | 150,466 km/h   |
| 1952           | Hermann Lang Fritz Riess                              | Daimler-Benz AG                     | Mercedes-Benz W194          | 277            | 3 733,839 km   | 155,575 km/h   |
| 1953           | Tony Rolt Duncan Hamilton                             | Jaguar Cars Ltd.                    | Jaguar C-Type               | 304            | 4 088,064 km   | 170,336 km/h   |
| 1954           | José Froilán González Maurice Trintignant             | Scuderia Ferrari                    | Ferrari 375 Plus            | 302            | 4 061,15 km    | 169,215 km/h   |
| 1955           | Mike Hawthorn Ivor Bueb                               | Jaguar Cars Ltd.                    | Jaguar D-Type               | 307            | 4 135,38 km    | 172,308 km/h   |
| 1956           | Ron Flockhart Ninian Sanderson                        | Ecurie Ecosse                       | Jaguar D-Type               | 300            | 4 034,939 km   | 168,122 km/h   |
| 1957           | Ron Flockhart Ivor Bueb                               | Ecurie Ecosse                       | Jaguar D-Type               | 327            | 4 397,108 km   | 183,217 km/h   |
| 1958           | Olivier Gendebien Phil Hill                           | Scuderia Ferrari                    | Ferrari 250 Testa Rossa     | 305            | 4 101,926 km   | 170,914 km/h   |
| 1959           | Carroll Shelby Roy Salvadori                          | David Brown Racing Dept.            | Aston Martin DBR1           | 323            | 4 347,90 km    | 181,163 km/h   |
| 1960           | Olivier Gendebien Paul Frère                          | Scuderia Ferrari                    | Ferrari 250TR 59/60         | 314            | 4 217,527 km   | 175,730 km/h   |
| 1961           | Olivier Gendebien Phil Hill                           | Scuderia Ferrari                    | Ferrari 250TR 61            | 333            | 4 476,58 km    | 186,527 km/h   |
| 1962           | Olivier Gendebien Phil Hill                           | SpA Ferrari SEFAC                   | Ferrari 330 TRI/LM          | 331            | 4 451,255 km   | 185,469 km/h   |
| 1963           | Ludovico Scarfiotti Lorenzo Bandini                   | SpA Ferrari SEFAC                   | Ferrari 250 P               | 339            | 4 561,71 km    | 190,071 km/h   |
| 1964           | Jean Guichet Nino Vaccarella                          | SpA Ferrari SEFAC                   | Ferrari 275 P               | 349            | 4 695,31 km    | 195,638 km/h   |
| 1965           | Jochen Rindt Masten Gregory                           | North American Racing Team          | Ferrari 250 LM              | 348            | 4 677,11 km    | 194,880 km/h   |
| 1966           | Bruce McLaren Chris Amon                              | Shelby-American Inc.                | Ford GT40                   | 360            | 4 843,09 km    | 201,795 km/h   |
| 1967           | Dan Gurney A.J. Foyt                                  | Shelby-American Inc.                | Ford GT40                   | 388            | 5 232,9 km     | 218,038 km/h   |
| 1968           | Pedro Rodríguez Lucien Bianchi                        | JW Automotive                       | Ford GT40                   | 331            | 4 452,88 km    | 185,536 km/h   |
| 1969           | Jacky Ickx Jackie Oliver                              | JW Automotive                       | Ford GT40                   | 372            | 4 997,88 km    | 208,250 km/h   |
| 1970           | Hans Herrmann Richard Attwood                         | Porsche KG Salzburg                 | Porsche 917K                | 343            | 4 607,81 km    | 191,992 km/h   |
| 1971           | Helmut Marko Gijs van Lennep                          | Martini Racing Team                 | Porsche 917K                | 397            | 5 335,313 km   | 222,304 km/h   |
| 1972           | Henri Pescarolo Graham Hill                           | Equipe Matra-Simca Shell            | Matra-Simca MS670           | 344            | 4 691,343 km   | 195,472 km/h   |
| 1973           | Henri Pescarolo Gérard Larrousse                      | Equipe Matra-Simca Shell            | Matra-Simca MS670B          | 355            | 4 853,945 km   | 202,247 km/h   |
| 1974           | Henri Pescarolo Gérard Larrousse                      | Equipe Gitanes                      | Matra-Simca MS670B          | 337            | 4 606,571 km   | 191,940 km/h   |
| 1975           | Jacky Ickx Derek Bell                                 | Gulf Research Racing Co.            | Mirage GR8 Cosworth         | 336            | 4 595,577 km   | 191,484 km/h   |
| 1976           | Jacky Ickx Gijs van Lennep                            | Martini Racing Porsche System       | Porsche 936                 | 349            | 4 769,923 km   | 198,748 km/h   |
| 1977           | Jacky Ickx Hurley Haywood Jürgen Barth                | Martini Racing Porsche System       | Porsche 936                 | 342            | 4 671,83 km    | 194,651 km/h   |
| 1978           | Jean-Pierre Jaussaud Didier Pironi                    | Renault Sport                       | Renault Alpine A442         | 369            | 5 044,53 km    | 210,189 km/h   |
| 1979           | Klaus Ludwig Bill Whittington Don Whittington         | Porsche Kremer Racing               | Porsche 935                 | 307            | 4 173,93 km    | 173,913 km/h   |
| 1980           | Jean Rondeau Jean-Pierre Jaussaud                     | Jean Rondeau                        | Rondeau M379B-Ford Cosworth | 338            | 4 608,02 km    | 192,000 km/h   |
| 1981           | Jacky Ickx Derek Bell                                 | Porsche System                      | Porsche 936                 | 354            | 4 825,348 km   | 201,056 km/h   |
| 1982           | Jacky Ickx Derek Bell                                 | Rothmans Porsche System             | Porsche 956                 | 359            | 4 899,086 km   | 204,128 km/h   |
| 1983           | Vern Schuppan Al Holbert Hurley Haywood               | Rothmans Porsche                    | Porsche 956                 | 370            | 5047,934 km    | 210,330 km/h   |
| 1984           | Klaus Ludwig Henri Pescarolo                          | Joest Racing                        | Porsche 956                 | 359            | 4 900,276 km   | 204,178 km/h   |
| 1985           | Klaus Ludwig Paolo Barilla "John Winter"              | Joest Racing                        | Porsche 956                 | 373            | 5 088,507 km   | 212,021 km/h   |
| 1986           | Derek Bell Hans-Joachim Stuck Al Holbert              | Rothmans Porsche AG                 | Porsche 962C                | 367            | 4 972,731 km   | 207,197 km/h   |
| 1987           | Derek Bell Hans-Joachim Stuck Al Holbert              | Rothmans Porsche AG                 | Porsche 962C                | 354            | 4 791,78 km    | 199,657 km/h   |
| 1988           | Jan Lammers Johnny Dumfries Andy Wallace              | TWR Silk Cut Jaguar                 | Jaguar XJR-9LM              | 394            | 5 332,79 km    | 221,665 km/h   |
| 1989           | Jochen Mass Manuel Reuter Stanley Dickens             | Team Sauber Mercedes                | Sauber-Mercedes C9          | 389            | 5 265,12 km    | 219,990 km/h   |
| 1990           | John Nielsen Price Cobb Martin Brundle                | TWR Silk Cut Jaguar                 | Jaguar XJR-12               | 359            | 4 882,4 km     | 204,036 km/h   |
| 1991           | Volker Weidler Johnny Herbert Bertrand Gachot         | Mazdaspeed Co. Ltd.                 | Mazda 787B                  | 362            | 4 922,81 km    | 205,333 km/h   |
| 1992           | Derek Warwick Yannick Dalmas Mark Blundell            | Peugeot Talbot Sport                | Peugeot 905                 | 352            | 4 787,2 km     | 199,340 km/h   |
| 1993           | Geoff Brabham Christophe Bouchut Eric Hélary          | Peugeot Talbot Sport                | Peugeot 905                 | 375            | 5 100,00 km    | 213,358 km/h   |
| 1994           | Yannick Dalmas Hurley Haywood Mauro Baldi             | Le Mans Porsche Team                | Dauer Porsche 962LM         | 344            | 4 678,4 km     | 195,238 km/h   |
| 1995           | Yannick Dalmas JJ Lehto Masanori Sekiya               | Kokusai Kaihatsu Racing             | McLaren F1 GTR BMW-V12      | 298            | 4 055,8 km     | 168,992 km/h   |
| 1996           | Manuel Reuter Davy Jones Alexander Wurz               | Joest Racing                        | TWR Porsche WSC95           | 354            | 4 814,4 km     | 200,600 km/h   |
| 1997           | Michele Alboreto Stefan Johansson Tom Kristensen      | Joest Racing                        | TWR Porsche WSC95           | 361            | 4 909,60 km    | 204,186 km/h   |
| 1998           | Laurent Aïello Allan McNish Stéphane Ortelli          | Porsche AG                          | Porsche 911 GT1             | 351            | 4 775,33 km    | 199,326 km/h   |
| 1999           | Pierluigi Martini Yannick Dalmas Joachim Winkelhock   | Team BMW Motorsport                 | BMW V12 LMR                 | 365            | 4 967,90 km    | 207,000 km/h   |
| 2000           | Frank Biela Tom Kristensen Emanuele Pirro             | Audi Sport Team Joest               | Audi R8                     | 368            | 5 007,98 km    | 208,666 km/h   |
| 2001           | Frank Biela Tom Kristensen Emanuele Pirro             | Audi Sport Team Joest               | Audi R8                     | 321            | 4 357,20 km    | 180,949 km/h   |
| 2002           | Frank Biela Tom Kristensen Emanuele Pirro             | Audi Sport Team Joest               | Audi R8                     | 375            | 5 130 km       | 213,068 km/h   |
| 2003           | Tom Kristensen Rinaldo Capello Guy Smith              | Team Bentley                        | Bentley Speed 8             | 377            | 5 145,571 km   | 214,399 km/h   |
| 2004           | Seiji Ara Tom Kristensen Rinaldo Capello              | Audi Sport Japan Team Goh           | Audi R8                     | 379            | 5 169,97 km    | 215,415 km/h   |
| 2005           | JJ Lehto Marco Werner Tom Kristensen                  | ADT Champion Racing                 | Audi R8                     | 370            | 5 050,5 km     | 210,216 km/h   |
| 2006           | Frank Biela Emanuele Pirro Marco Werner               | Audi Sport Team Joest               | Audi R10                    | 380            | 5 187 km       | 215,409 km/h   |
| 2007           | Frank Biela Emanuele Pirro Marco Werner               | Audi Sport North America            | Audi R10                    | 369            | 5 036,85 km    | 209,152 km/h   |
| 2008           | Tom Kristensen Allan McNish Rinaldo Capello           | Audi Sport North America            | Audi R10                    | 381            | 5 192,65 km    | 216,360 km/h   |
| 2009           | David Brabham Marc Gené Alexander Wurz                | Peugeot Sport Total                 | Peugeot 908 HDi FAP         | 382            | 5 206,27 km    | 216,664 km/h   |
| 2010           | Mike Rockenfeller Timo Bernhard Romain Dumas          | Audi Sport North America            | Audi R15 TDI                | 397            | 5 410,71 km    | 225,446 km/h   |
| 2011           | André Lotterer Benoît Tréluyer Marcel Fässler         | Audi Sport Team Joest               | Audi R18 TDI                | 355            | 4 838,30 km    | 201,596 km/h   |
| 2012           | André Lotterer Benoît Tréluyer Marcel Fässler         | Audi Sport Team Joest               | Audi R18 e-tron quattro     | 378            | 5 151,76 km    | 214,656 km/h   |
| 2013           | Tom Kristensen Allan McNish Loïc Duval                | Audi Sport Team Joest               | Audi R18 e-tron quattro     | 348            | 4 742,892 km   | 197,620 km/h   |
| 2014           | André Lotterer Benoît Tréluyer Marcel Fässler         | Audi Sport Team Joest               | Audi R18 e-tron quattro     | 379            | 5 165,391 km   | 215,093 km/h   |
| 2015           | Earl Bamber Nico Hülkenberg Nick Tandy                | Porsche Team                        | Porsche 919 Hybrid          | 395            | 5 383,46 km    | 224,310 km/h   |
| 2016           | Romain Dumas Neel Jani Marc Lieb                      | Porsche Team                        | Porsche 919 Hybrid          | 384            | 5 233,536 km   | 218,064 km/h   |
| 2017           | Timo Bernhard Brendon Hartley Earl Bamber             | Porsche LMP Team                    | Porsche 919 Hybrid          | 367            | 5 001,990 km   | 208,238 km/h   |
| 2018           | Sébastien Buemi Kazuki Nakajima Fernando Alonso       | Toyota Gazoo Racing                 | Toyota TS050 Hybrid         | 388            | 5 286,888 km   | 220,3 km/h     |
| 2019           | Sébastien Buemi Kazuki Nakajima Fernando Alonso       | Toyota Gazoo Racing                 | Toyota TS050 Hybrid         | 385            | 5 246,01 km    | 218,6 km/h     |
| 2020           | Sébastien Buemi Kazuki Nakajima Brendon Hartley       | Toyota Gazoo Racing                 | Toyota TS050 Hybrid         | 387            | 5 273,262 km   | 219,719 km/h   |
| 2021           | Mike Conway Kamui Kobayashi José María López          | Toyota Gazoo Racing                 | Toyota GR010 Hybrid         | 371            | 5 055,24 km    | 210,635 km/h   |
| 2022           | Sébastien Buemi Brendon Hartley Ryō Hirakawa          | Toyota Gazoo Racing                 | Toyota GR010 Hybrid         | 380            | 5 177,88 km    | 215,745 km/h   |
| 2023           | James Calado Antonio Giovinazzi Alessandro Pier Guidi | Ferrari AF Corse                    | Ferrari 499P                | 342            | 4 660,09 km    |                |
| 2024           | Antonio Fuoco Miguel Molina Nicklas Nielsen           | Ferrari AF Corse                    | Ferrari 499P                | 311            | 4 237,54 km    |                |
| 2025           | Philip Hanson Robert Kubica Ye Yifei                  | Ferrari AF Corse                    | Ferrari 499P                | 387            | 5 273,26 km    |                |

## Statistik

### Förare
| № | Förare            | Segrar | År                                                   |
| - | ----------------- | ------ | ---------------------------------------------------- |
| 1 | Tom Kristensen    | 9      | 1997, 2000, 2001, 2002, 2003, 2004, 2005, 2008, 2013 |
| 2 | Jacky Ickx        | 6      | 1969, 1975, 1976, 1977, 1981, 1982                   |
| 3 | Derek Bell        | 5      | 1975, 1981, 1982, 1986, 1987                         |
| 3 | Frank Biela       | 5      | 2000, 2001, 2002, 2006, 2007                         |
| 3 | Emanuele Pirro    | 5      | 2000, 2001, 2002, 2006, 2007                         |
| 6 | Olivier Gendebien | 4      | 1958, 1960, 1961, 1962                               |
| 6 | Henri Pescarolo   | 4      | 1972, 1973, 1974, 1984                               |
| 6 | Yannick Dalmas    | 4      | 1991, 1994, 1995, 1999                               |
| 6 | Sébastien Buemi   | 4      | 2018, 2019, 2020, 2022                               |

| № | Förare            | Segrar i följd | År        |
| - | ----------------- | -------------- | --------- |
| 1 | Tom Kristensen    | 6              | 2000–2005 |
| 2 | Woolf Barnato     | 3              | 1928–1930 |
| 2 | Olivier Gendebien | 3              | 1961–1963 |
| 2 | Henri Pescarolo   | 3              | 1972–1974 |
| 2 | Jacky Ickx        | 3              | 1975–1977 |
| 2 | Emanuele Pirro    | 3              | 2000–2002 |
| 2 | Frank Biela       | 3              | 2000–2002 |
| 2 | Marco Werner      | 3              | 2005–2007 |
| 2 | Sébastien Buemi   | 3              | 2018–2020 |
| 2 | Kazuki Nakajima   | 3              | 2018–2020 |

| №  | Land           | Segrar |
| -- | -------------- | ------ |
| 1  | Storbritannien | 43     |
| 2  | Tyskland       | 29     |
| 3  | Frankrike      | 27     |
| 4  | Italien        | 21     |
| 5  | USA            | 18     |
| 6  | Belgien        | 13     |
| 7  | Danmark        | 11     |
| 8  | Nya Zeeland    | 7      |
| 8  | Schweiz        | 7      |
| 8  | Japan          | 7      |
| 11 | Österrike      | 3      |
| 11 | Nederländerna  | 3      |
| 11 | Spanien        | 3      |
| 14 | Australien     | 2      |
| 14 | Finland        | 2      |
| 14 | Sverige        | 2      |
| 14 | Argentina      | 2      |
| 18 | Kanada         | 1      |
| 18 | Mexiko         | 1      |

### Biltillverkare
| №  | Bil               | Segrar | År |
| -- | ----------------- | ------ | --- |
| 1  | Porsche           | 19     | 1970, 1971, 1976, 1977, 1979, 1981, 1982, 1983, 1984, 1985, 1986, 1987, 1994, 1996, 1997, 1998, 2015, 2016, 2017 |
| 2  | Audi              | 13     | 2000, 2001, 2002, 2004, 2005, 2006, 2007, 2008, 2010, 2011, 2012, 2013, 2014                                     |
| 3  | Ferrari           | 11     | 1949, 1954, 1958, 1960, 1961, 1962, 1963, 1964, 1965, 2023, 2024                                                 |
| 4  | Jaguar            | 7      | 1951, 1953, 1955, 1956, 1957, 1988, 1990                                                                         |
| 5  | Bentley           | 6      | 1924, 1927, 1928, 1929, 1930, 2003                                                                               |
| 6  | Toyota            | 5      | 2018, 2019, 2020, 2021, 2022                                                                                     |
| 7  | Alfa Romeo        | 4      | 1931, 1932, 1933, 1934                                                                                           |
| 7  | Ford              | 4      | 1966, 1967, 1968, 1969                                                                                           |
| 9  | Matra-Simca       | 3      | 1972, 1973, 1974                                                                                                 |
| 9  | Peugeot           | 3      | 1992, 1993, 2009                                                                                                 |
| 11 | Lorraine-Dietrich | 2      | 1925, 1926 |
| 11 | Bugatti           | 2      | 1937, 1939 |
| 11 | Mercedes-Benz     | 2      | 1952, 1989 |
| 14 | Chenard & Walcker | 1      | 1923 |
| 14 | Lagonda           | 1      | 1935 |
| 14 | Delahaye          | 1      | 1938 |
| 14 | Talbot-Lago       | 1      | 1950 |
| 14 | Aston Martin      | 1      | 1959 |
| 14 | Mirage            | 1      | 1975 |
| 14 | Renault-Alpine    | 1      | 1978 |
| 14 | Rondeau           | 1      | 1980 |
| 14 | Mazda             | 1      | 1991 |
| 14 | McLaren           | 1      | 1995 |
| 14 | BMW               | 1      | 1999 |

| №  | Bil               | Segrar i följd | År        |
| -- | ----------------- | -------------- | --------- |
| 1  | Porsche           | 7              | 1981–1987 |
| 2  | Ferrari           | 6              | 1960–1965 |
| 3  | Audi              | 5              | 2004–2008 |
| 3  | Audi              | 5              | 2010–2014 |
| 3  | Toyota            | 5              | 2018–2022 |
| 6  | Bentley           | 4              | 1927–1930 |
| 6  | Alfa Romeo        | 4              | 1931–1934 |
| 6  | Ford              | 4              | 1966–1969 |
| 9  | Jaguar            | 3              | 1955–1957 |
| 9  | Matra-Simca       | 3              | 1972–1974 |
| 9  | Porsche           | 3              | 1996–1998 |
| 9  | Audi              | 3              | 2000–2002 |
| 9  | Porsche           | 3              | 2015–2017 |
| 14 | Lorraine-Dietrich | 2              | 1925–1926 |
| 14 | Porsche           | 2              | 1970–1971 |
| 14 | Porsche           | 2              | 1976–1977 |
| 14 | Peugeot           | 2              | 1992–1993 |
| 14 | Ferrari           | 2              | 2023–2024 |